# 알지 못하는 신

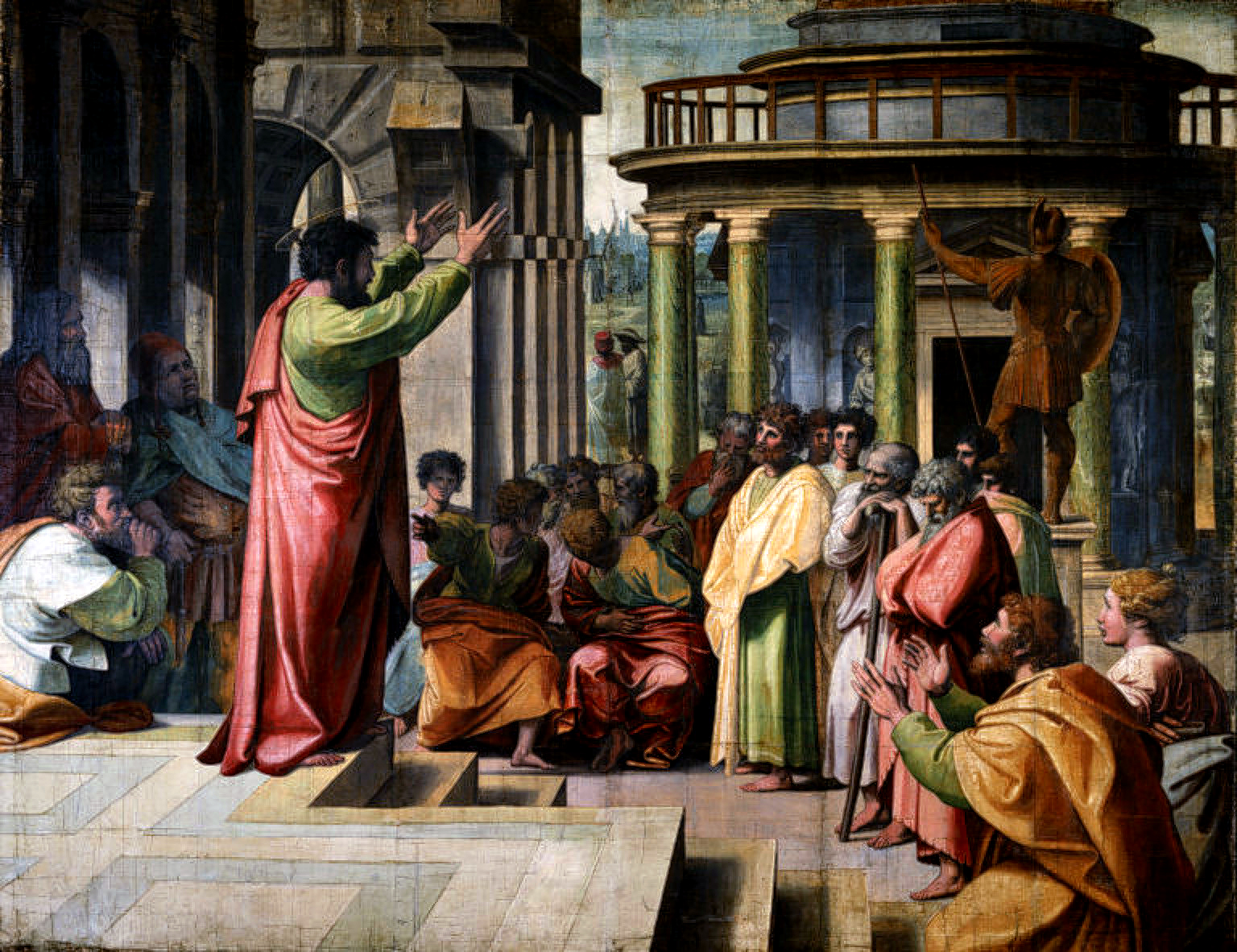
1515년 라파엘로 산치오가 그린 아레오파고스에서 연설하는 사도 바울로

알지 못하는 신(Unknown God, Agnostos Theos, 고대 그리스어: Ἄγνωστος Θεός)이란 에드워드 노르가 1913년에 처음으로 제시한 이론이다. 이 말은 사도 바울로가 사도행전 17장 23절에 보여주듯이 아레오파고 연설에 근거한 것이다. 올림포스 12신과 수많은 열등한 신들을 포함하여 아테네 사람들은 알지 못하는 신을 섬겼다. 아테네에서 알지 못하는 신의 이름으로 맹세도 하였다(Νὴ τὸν Ἄγνωστον Ne ton Agnoston). 사도 파울로스는 이 '알지 못하는 신'이 곧 기독교의 야훼, 즉 하느님이라고 연설하였다.
- (17:16)	○바울로는 아테네에서 실라와 디모테오를 기다리고 있는 동안에 그 도시가 온통 우상으로 가득 차 있는 것을 보고 격분하였다.
- (17:17)	그래서 바울로는 회당에서 유다인들과 또 하느님을 공경하는 이방인 유다 교도들과 토론을 벌였고 날마다 광장에 나가서 거기에 모인 사람들과도 토론하였다.
- (17:18)	에피쿠로스 학파와 스토아 학파의 몇몇 철학자들은 바울로와 토론을 해보고는 "이 떠버리가 도대체 무슨 소리를 하려는 것인가?" 하기도 하고 또 바울로가 예수와 그의 부활에 관하여 설교하는 것을 보고는 "다른 나라의 신들을 선전하는 모양이다." 하고 말하기도 하였다.
- (17:19)	그들은 바울로를 아레오파고 법정으로 데리고 가서 이렇게 물었다. "당신이 가르치는 그 새로운 가르침이 어떤 것인지를 알려줄 수 없겠소?
- (17:20)	우리가 듣기에 당신은 생소한 말을 하는데 어디 그 설명을 들어봅시다."
- (17:21)	아테네 사람들과 거기에 살고 있던 외국인들은 새 것이라면 무엇이나 듣고 이야기하는 것으로 세월을 보내는 사람들이었다.
- (17:22)	바울로는 아레오파고 법정에 서서 이렇게 연설하였다. "아테네 시민 여러분, 내가 보기에 여러분은 여러 모로 강한 신앙심을 가지고 계십니다.
- (17:23)	내가 아테네 시를 돌아다니며 여러분이 예배하는 곳을 살펴보았더니 '알지 못하는 신에게'라고 새겨진 제단까지 있었습니다. 여러분이 미처 알지 못한 채 예배해 온 그분을 이제 여러분에게 알려드리겠습니다.
- (17:24)	그분은 이 세상과 그 안에 있는 모든 것을 만드신 하느님이십니다. 그분은 하늘과 땅의 주인이시므로 사람이 만든 신전에서는 살지 않으십니다.
- (17:25)	또 하느님에게는 사람 손으로 채워드려야 할 만큼 부족한 것이라곤 하나도 없으십니다. 하느님은 오히려 사람들에게 생명과 호흡과 모든 것을 주시는 분이십니다.
- (17:26)	하느님께서는 한 조상에게서 모든 인류를 내시어 온 땅 위에서 살게 하시고 또 그들이 살아갈 시대와 영토를 미리 정해 주셨습니다.
- (17:27)	이리하여 사람들이 하느님을 더듬어 찾기만 하면 만날 수 있게 해주셨습니다. 사실 하느님께서는 누구에게나 가까이 계십니다.
- (17:28)	'우리는 그분 안에서 숨쉬고 움직이며 살아간다.' 하는 말도 있지 않습니까? 또 여러분의 어떤 시인은 '우리도 그의 자녀다.' 하고 말하지 않았습니까?
- (17:29)	하느님의 자녀인 우리는 하느님을, 사람의 기술이나 고안으로 금이나 은이나 돌을 가지고 만들어낸 우상처럼 여겨서는 안 됩니다.
- (17:30)	하느님께서는 사람이 무지했던 때에는 눈을 감아주셨지만 이제는 어디에 있는 사람에게나 다 회개할 것을 명령하십니다.
- (17:31)	과연 하느님께서는 당신이 택하신 분을 시켜 온 세상을 올바르게 심판하실 날을 정하셨고 또 그분을 죽은 자들 가운데서 다시 살리심으로써 모든 사람에게 그 증거를 보이셨습니다."
- (17:32)	○죽은 자가 다시 살아난다는 말을 듣고 바울로를 비웃는 사람들이 있었는가 하면 훗날 다시 그 이야기를 듣겠다는 사람들도 있었다.
- (17:33)	바울로가 법정에서 나오자
- (17:34)	몇몇 사람이 바울로 편이 되어 예수를 믿게 되었다. 그 중에는 아레오파고 법정의 판사인 디오니시오를 비롯하여 다마리스라는 여자와 그 밖에도 몇 사람이 더 있었다.

## 같이 보기
- 일반계시